# 袁静 (射击运动员)
袁静（1987年3月27日—），江苏无锡人，中国女子射击運動員。

## 生平
2012年，袁静代表中国出戰英國倫敦舉行的奥林匹克运动会射擊比賽女子25米手槍賽事，結果獲得預賽第20名，未能晉級決賽。